# Cerkiew Zesłania Ducha Świętego w Chłopiatynie
Cerkiew Zesłania Ducha Świętego w Chłopiatynie – dawna cerkiew unicka, wzniesiona w latach 1863-1864 w Chłopiatynie.
Po 1947 użytkowana jako kościół filialny rzymskokatolickiej parafii w Żniatynie.

## Historia obiektu
Już w XVI wieku pojawiają się informacje o istnieniu cerkwi w Chłopiatynie. W 1762 znajdowała się tutaj parafia Św. Ducha, która wchodziła w skład dekanatu bełskiego. Obecna drewniana cerkiew została wzniesiona w latach 1863-1864 na potrzeby wiernych obrządku unickiego. W 1924 wymieniono pokrycie dachu na blachę. Po II wojnie światowej obiekt trafił do Kościoła katolickiego i został przemianowany na kościół filialny parafii rzymskokatolickiej w Żniatynie. W latach 2008–2009 przeprowadzono remont, między innymi przywrócono pokrycie gontowe.

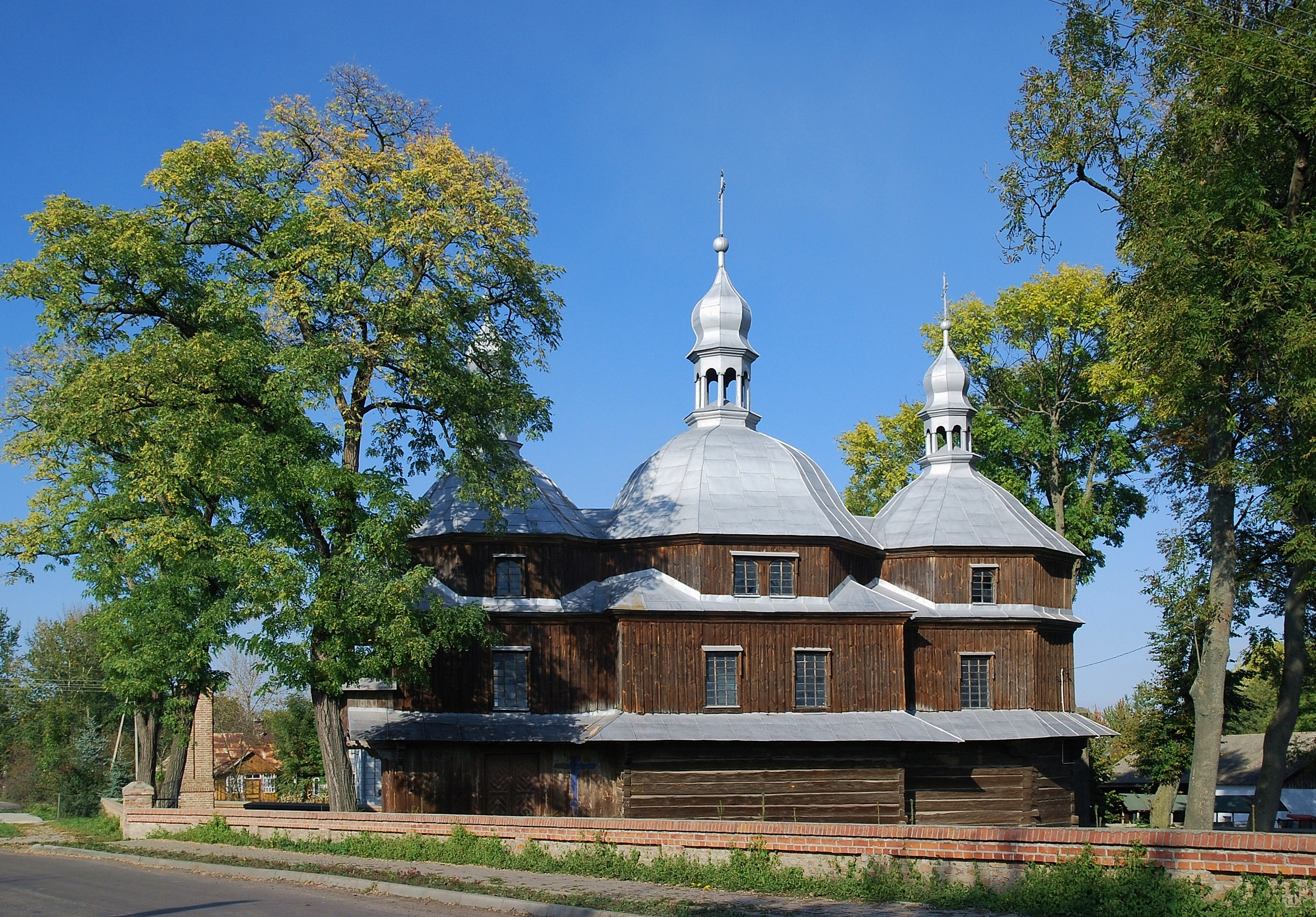
Cerkiew przed remontem (2009)
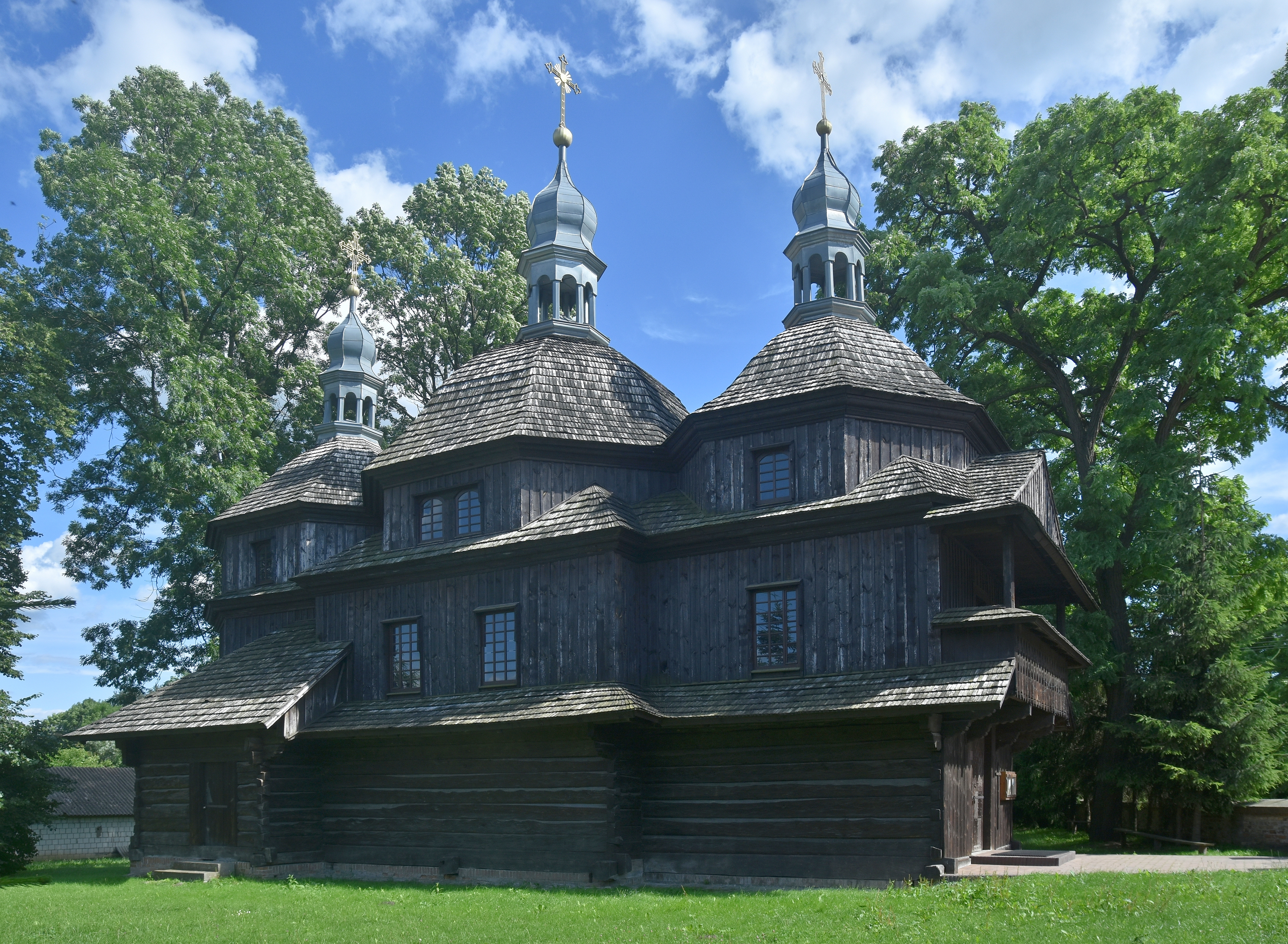
Elewacja północna
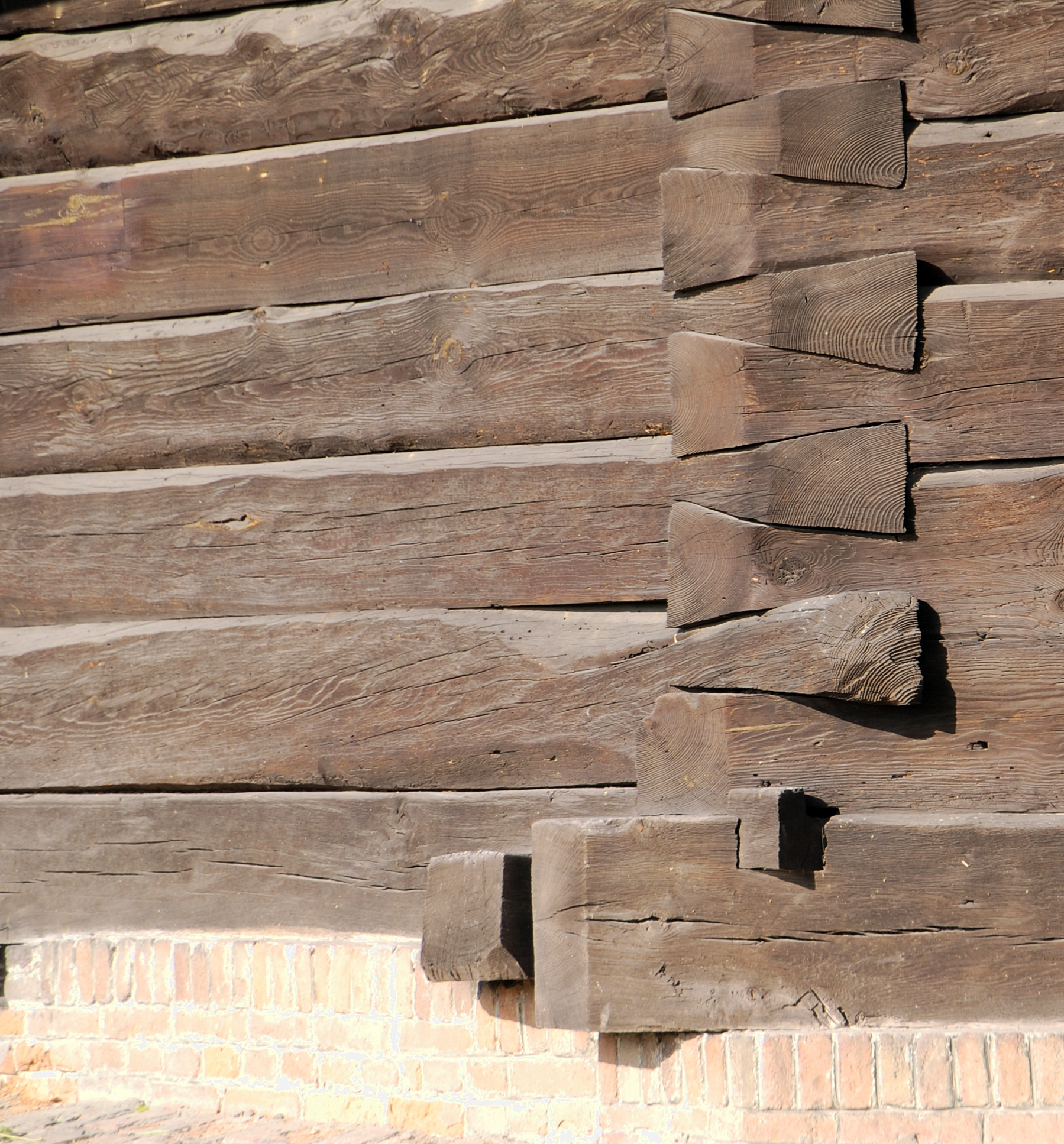
Konstrukcja

## Architektura i wyposażenie
Jest to cerkiew trzykopułowa, orientowana, drewniana, konstrukcji zrębowej, zwęgłowana na rybi ogon na dębowej podwalinie na ceglanym podmurowaniu. Bryła świątyni trójkondygnacyjna, przykryta ośmiopołaciowymi kopułami zwieńczonymi latarniami z hełmami w formie makowic zakończonymi żelaznymi krzyżami. Cerkiew orientowana, trójdzielna: do kwadratowej nawy przylegają węższe także kwadratowe prezbiterium i babiniec. Na wysokości około 1/3 świątynię obiega wokół okap wsparty na występujących belkach zrębu. Powyżej okapu ściany oszalowane, poniżej konstrukcja odkryta. Nad wejściem do babińca znajduje się balkon z ozdobnie rzeźbioną barierą. Ponad drzwiami głównymi (od zachodu) wyryto datę wzniesienia cerkwi oraz umieszczono napis fundacyjny. Kopuły i pozostałe zadaszenia oraz daszek okapowy kryte gontem.
We wnętrzu zachowało się wyposażenie z okresu budowy cerkwi, o charakterze późnobarokowym: ikonostas, chorągwie procesyjne, ołtarz z przełomu XVIII i XIX stulecia i wykończone snycersko ławki. Ściany pokrywają polichromie ukazujące świętych w otoczeniu motywów geometrycznych i architektonicznych. Patronami ołtarzy bocznych w obiekcie są Chrystus Pantokrator i św. Mikołaj.
Cerkiew w Chłopiatynie jest pierwszą z grupy cerkwi trójkopułowych, charakteryzujących się tendencją do zrównywania wysokości zrębów i kopuł wszystkich trzech części. 

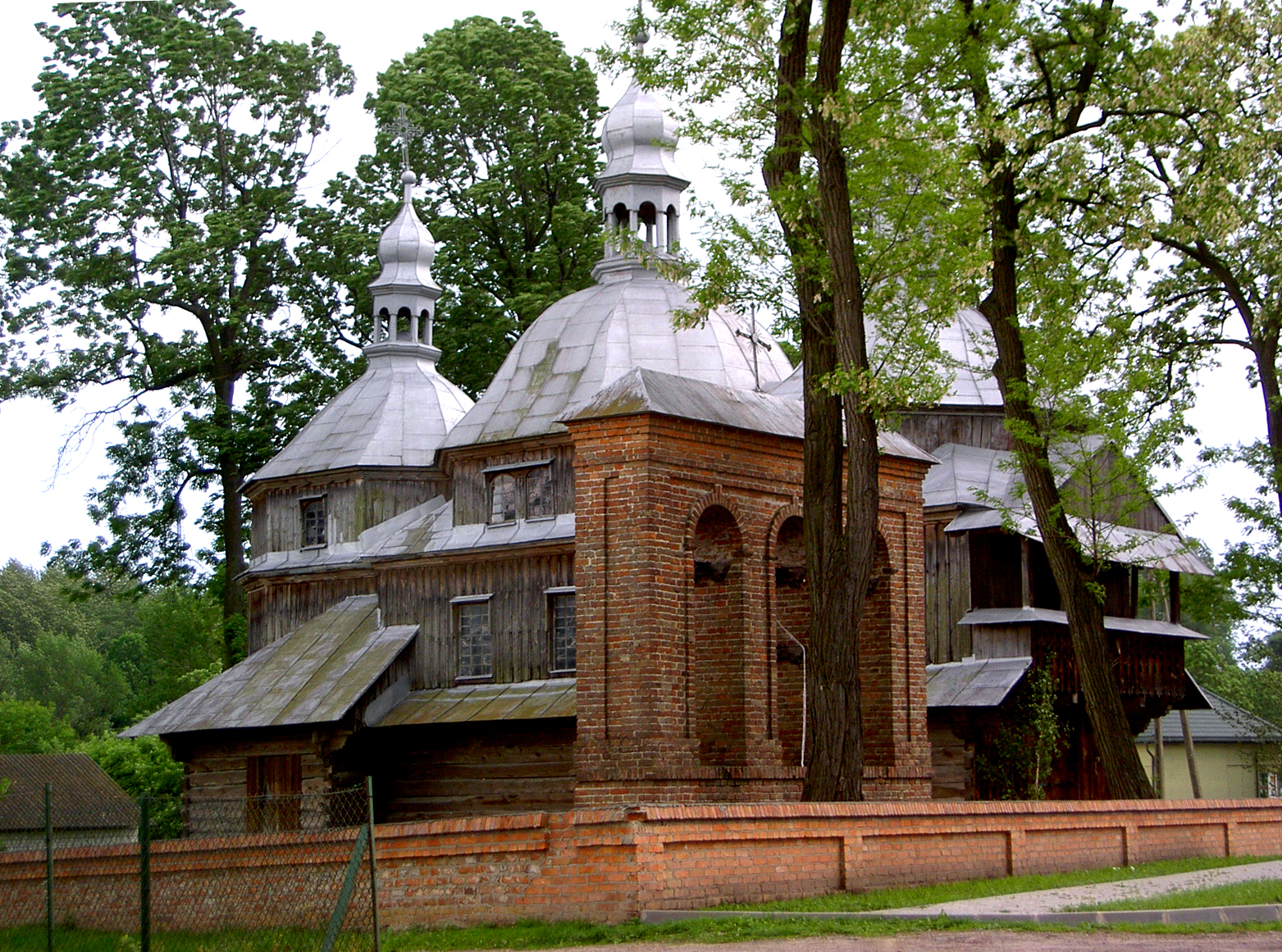
Dzwonnica
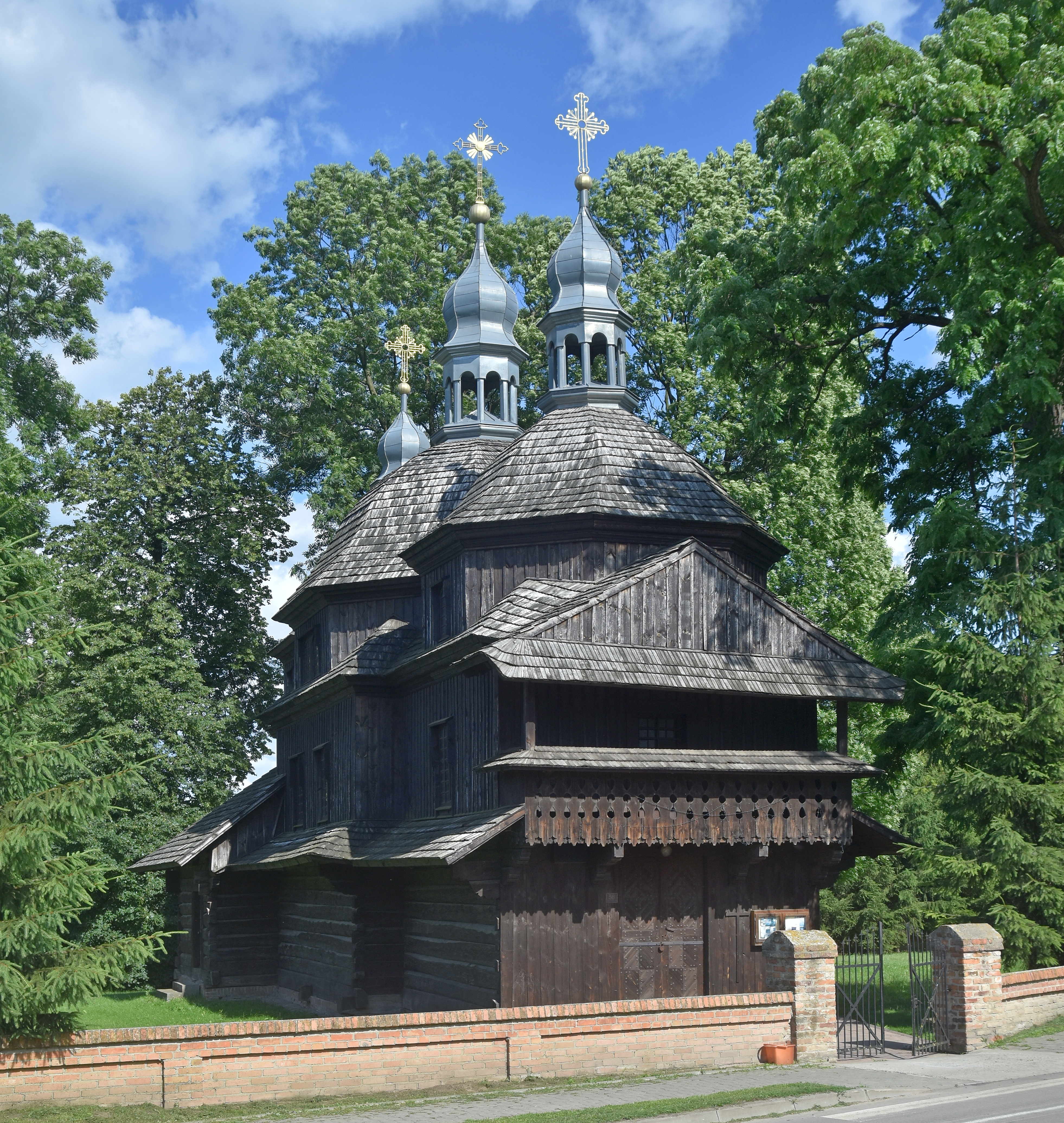
Balkon
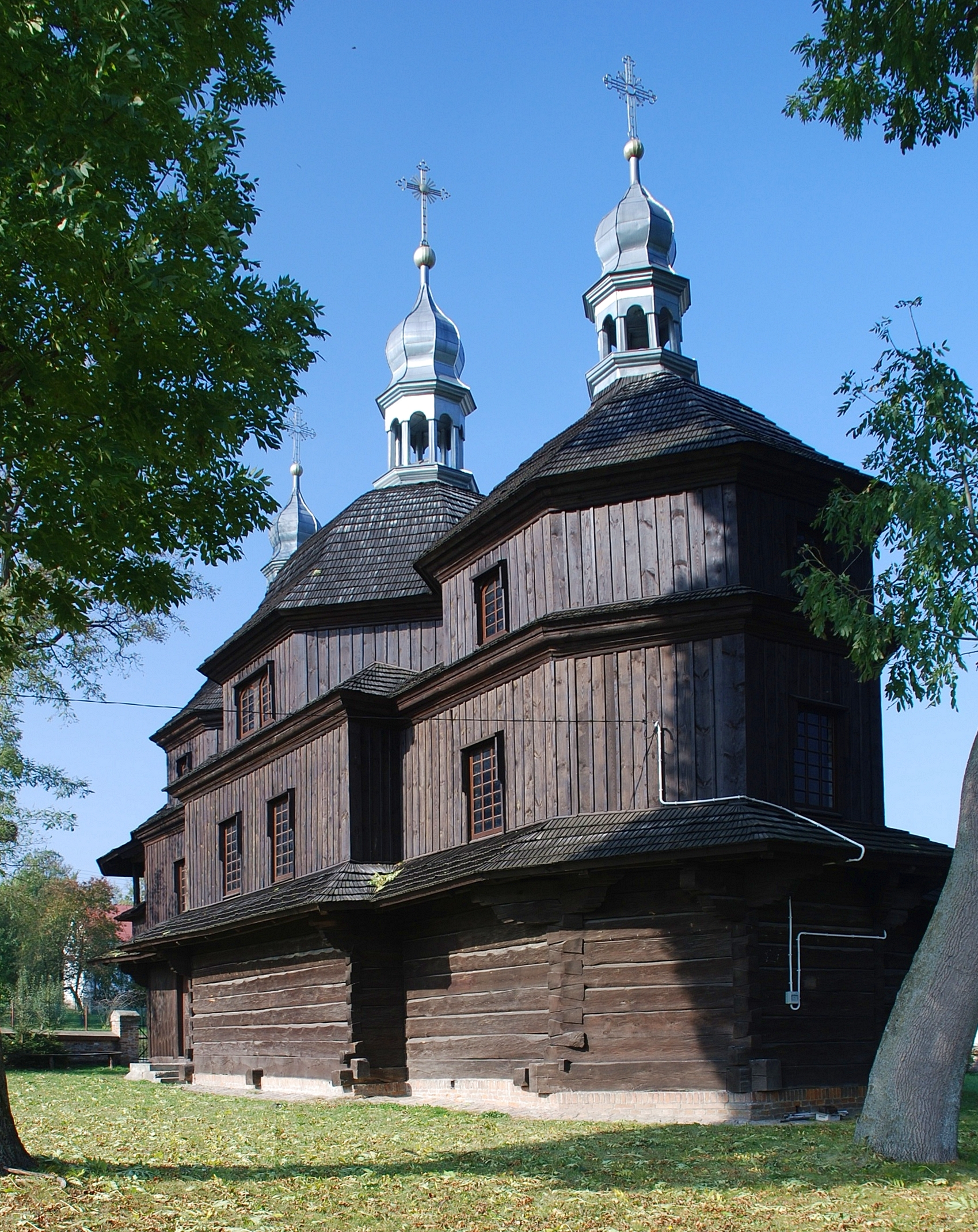
Widok od strony prezbiterium

## Wokół cerkwi
Cerkiew położoną w centrum wsi otaczają stare drzewa i mur z 2003. Obok stoi murowana trójarkadowa dzwonnica. 

## Turystyka
Cerkiew jest obiektem Transgranicznego szlaku turystycznego Bełżec - Bełz.